# Озеряни (Олешанська сільська громада)

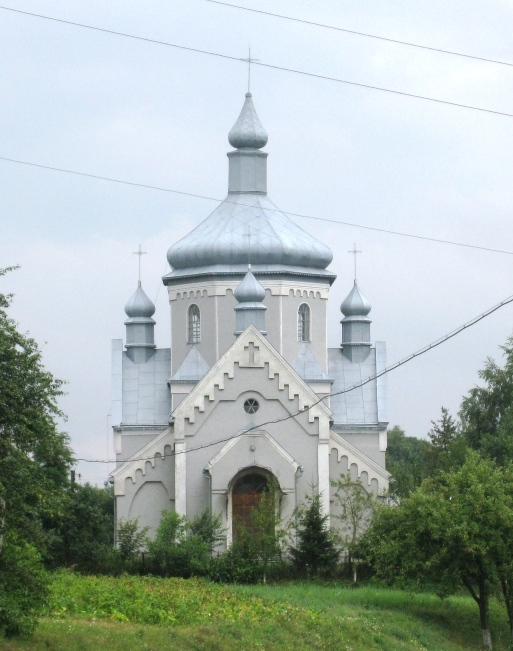
Церква в Озерянах

Озеря́ни (в минулому — Озериська) — село в Україні, у Олешанській сільській громаді Івано-Франківського району Івано-Франківської області. Засноване 1441 р.

## Географія
Селом протікає річка Млинівка.

## Історія
Поселення Озеряни І пізнього палеоліту знаходяться на південно-сіхдній окраїні села, урочище Лиса.
Поселення Озеряни II пізнього палеоліту, один кілометр на південний схід від села, урочище Середній Горб..
Скарб Озеряни III голіградської культури фракійського гальштату в  урочищі Троян.
У 1934—1939 рр. село входило до об'єднаної сільської ґміни Хоцімєж Тлумацького повіту.
У 1939 році в селі проживало 2 180 мешканців, з них 1 420 українців-грекокатоликів, 700 українців-римокатоликів, 290 поляків, 10 євреїв

## Населення

### Мова
Розподіл населення за рідною мовою за даними перепису 2001 року:
| Мова       | Кількість | Відсоток |
| ---------- | --------- | -------- |
| українська | 625       | 99.84%   |
| угорська   | 1         | 0.16%    |
| Усього     | 626       | 100%     |

## Церква
Церква святого Миколая дерев'яна, збудована 1740 р.,згоріла під час бомбардування в 1942(?) році. Друга церква Святого Миколая Чудотворця збудована протягом 1991—2012 р.освячена 30 вересня 2012 р. Єпископом-ординарієм Коломийсько-Чернівецької єпархії владикою Миколаєм (Сімкайлом). Належить до УГКЦ. Настоятель прот. Ігор Рубінський
церква Святих апостолів Петра і Павла, ПЦУ. Збудована протягом 2016—2023 р. освячена 12 липня 2023 р. Єпископом Богородчанським Феогностом (Бодоряком) вікарієм Івано-Франківсько-Галицької єпархії ПЦУ. Настоятель — митр. прот. Михайло Кирик.